# Костомарова, Мария Фёдоровна
Мария Фёдоровна Костомарова (в девичестве Ретунская) — советский хозяйственный и государственный деятель, лауреат Государственной премии СССР за выдающиеся достижения в труде.

## Биография
Родилась в 1934 году в селе Гвазда Воронцовского района Центрально-Чернозёмной области (на территории современного Бутурлиновского района Воронежской области). Окончила гвазденскую школу. Член КПСС.
В 1953—1955 годах работала на торфоразработках на станции Редкино (Калининская область). В 1955—1988 годах — работница животноводческой фермы, оператор откормочного цеха специализированного хозяйства «Великий Октябрь» села Гвазда.
За увеличение производства продуктов животноводства на основе создания прочной кормовой базы и внедрения промышленной технологии была в составе коллектива удостоена Государственной премии СССР за выдающиеся достижения в труде 1978 года.
Живёт в Бутурлиновском районе Воронежской области.

## Награды
- Орден Ленина
- Орден Октябрьской Революции